# Flugtallrik
Flugtallrik (Hoodia gordonii) är en art i familjen oleanderväxter som växer naturligt i Kalahariöknen i södra Afrika. Arten odlas ibland som krukväxt i Sverige.
Arten är en taggig, suckulent buske som blir cirka 45–100 cm hög, och som med tiden grenar sig från basen. Stammarna är kantiga och har bruna taggar. Nytillväxten är ljusgrön, senare blir stammarna gråbruna. Blommorna kommer fram nära toppen och är tallriksformade. Blommorna blir 7–10 cm i diameter, varierar i färg från blekt gröna till halmgula eller mörkt brunröda, med mörka vårtor mot centrum. De luktar mycket illa; doften påminner om den från kadaver.
Detta lockar till sig flugor, som är viktiga för att blommorna skall pollineras. Frökapslarna sitter två och två och liknar ett par bockhorn.

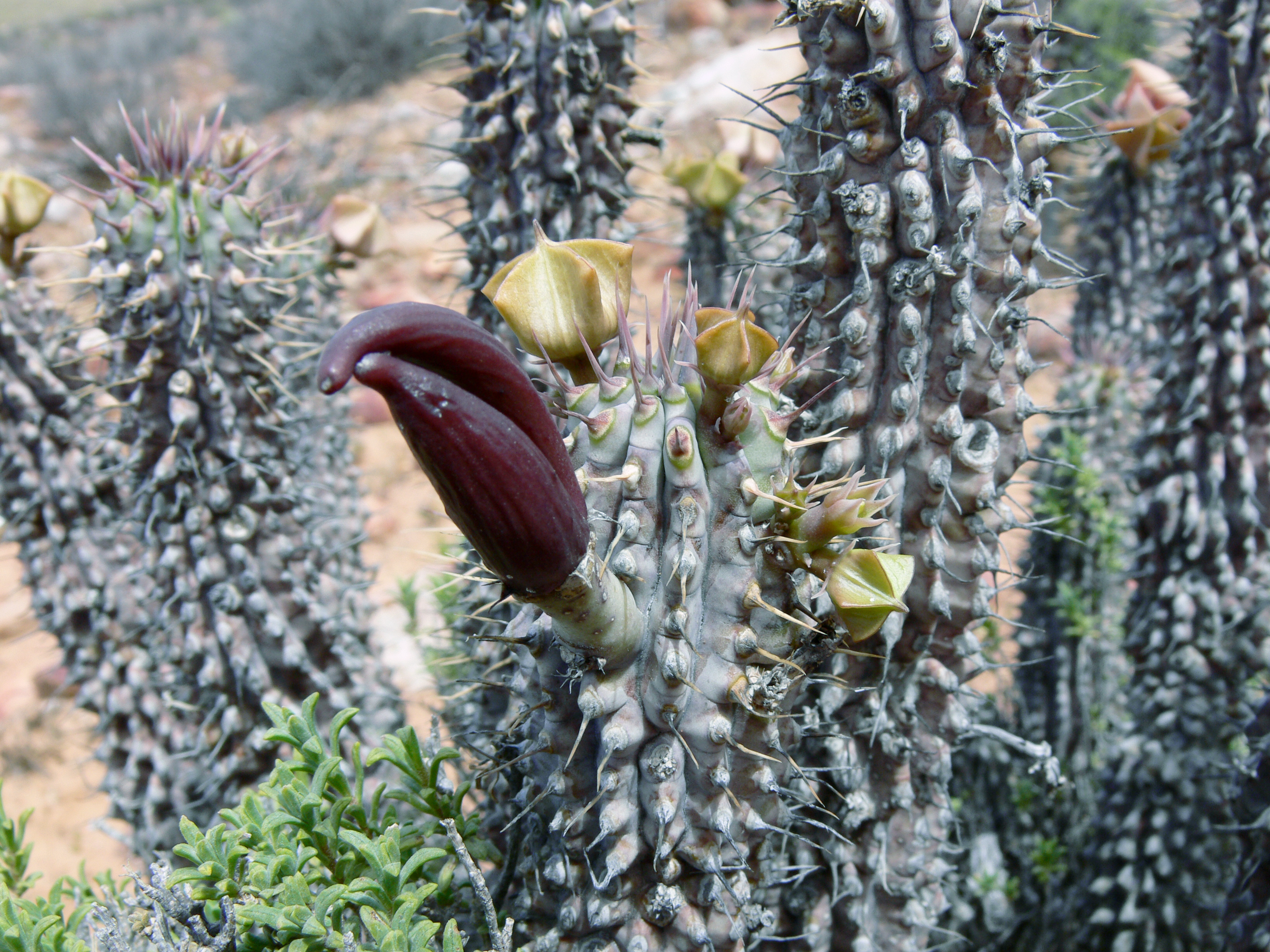
Flugtallrik med frökapsel

Flugtallriken upptäcktes år 1778 av Paterson och överste R.F. Gordon, och arten är uppkallad efter den senare.
Ursprungsbefolkningen i Kalahari lever i stor utsträckning som nomader, och särskilt sanfolket har länge använt sig av växten. Bland annat sägs dess saft ha en effekt mot hungerkänslor; detta är dock en ifrågasatt uppgift.
Emellertid har det använts för att avvärja hunger under långa jaktturer då man inte kan vara hungrig för ofta.
Det (påstått) verksamma ämnet är en glykosid, som isolerades av det sydafrikanska företaget Council for Scientific and Industrial Research (CSIR), som år 1998 också patenterade ämnet under namnet "P57". Företaget betalar också sanfolket en andel av de vinster som patentet genererar.

## Användning
Hoodia gordonii har de senaste åren uppmärksammats på grund av sin hungerdämpande effekt och ingår i ett flertal bantningspreparat. 
Två företag, Phytopharm och Unilever odlar Hoodia för att använda i bantningspreparat. Ett annat namn på växtens aktiva substans är P57 och det har patenterat av Phytopharm som även genomför grundlig forskning av ämnet. Hittills har man inte kunna identifiera några allvarliga bieffekter vid användning av växten för bantningsändamål. Det svenska livsmedelsverket håller på att undersöka huruvida växten ska läkemedelsklassas.
Det har uppstått diskussion om huruvida biopatent är etiskt försvarbara eller överhuvudtaget berättigade eftersom det ofta rör sig om naturprodukter vars nytta och verksamma ingredient redan är bekanta eller återupptäckta i modern tid. Diskussionen rör frågeställningen om en eventuell ursprungsbefolkning som nyttjat effekten och egentligen "upptäckt" verkan skall få del av en eventuell kommersiell vinst.
Det högst kritiserade amerikanska bantningspreparatet trimspa innehåller ämnen från flugtallriken. Anna Nicole Smith gick ner 35 kilo med hjälp av trimspa, och hennes bild fanns även med på förpackningen till bantningspreparatet.

## Odling
Odlas i full sol med försiktig vattning under tillväxtperioden, annars nästan helt torrt. Jorden skall vara mycket väldränerad. Flugtallriken klarar temperaturer på upp till 40 °C, och tål kortvarigt −3 °C. Flugtallriken är mottaglig för mjöldagg, särskilt på rötterna. Den förökas enklast från frön, då sticklingar nästan aldrig bildar rötter.

## Synonymer
- Hoodia albispina N.E.Br.
- Hoodia bainii Robert Allen Dyer
- Hoodia barklyi Robert Allen Dyer
- Hoodia burkei N.E.Br.
- Hoodia dinteri Schltr.
- Hoodia husabensis Nel
- Hoodia langii Oberm. och Letty
- Hoodia longispina Plowes
- Hoodia pillansii N.E.Br.
- Hoodia rosea Oberm. & Letty
- Hoodia whitesloaneana Dinter ex White & Boyd L. Sloane
- Stapelia gordonii Masson